# Área protegida Valle Cretácico
El área protegida Valle Cretácico está ubicada en el departamento El Cuy, al noroeste de la provincia de Río Negro, en el límite con la provincia de Neuquén en la Patagonia argentina. Fue creada con el objeto de preservar una zona de particular importancia por la riqueza de sus yacimientos paleontológicos.

## Características generales
El área protegida fue creada en el año 1996 mediante la ley provincial n.º 3033 que en su artículo define los límites:

Al norte y noroeste, el límite con la Provincia del Neuquén sobre el río Limay y el Embalse Ezequiel Ramos Mexía; al este, la ruta provincial nº 241 y al suroeste, el camino vecinal que une la localidad de Cerro Policía con Loma Atravesada (I.G.M., carta nº 3969, actualizada  en 1983).

En el año 2005, mediante el Decreto Provincial M n.º 1864 se establecieron los vértices del polígono que define el área protegida, paso previo a la creación de su plan de manejo.
La superficie es de aproximadamente 200 000 ha, abarcando una región de unos 120 km de norte a sur, con un ancho que varía entre los 5 y los 30 km, en torno a la posición 39°43′S 68°31′O / -39.717, -68.517.

El nombre «Valle Cretácico» es una referencia a los yacimientos del lugar, básicamente estratos expuestos cuyo origen se sitúa a mediados del período cretácico, unos 90 a 100 millones de años atrás, que muestran fósiles de reptiles, dinosaurios y troncos petrificados, entre otros.

## Paleontología
El Valle Cretácico debe su importancia a los hallazgos que se han producido a lo largo de las décadas de distintos fósiles de gran importancia desde el punto de vista científico. La zona es básicamente una meseta que sufre una continua erosión eólica. Paralelamente, los cursos de agua han modelado cañadones y barrancos exponiendo sus laterales. Estos dos factores dejan al descubierto estratos sedimentarios de eras pasadas, muchos de ellos con importantes acumulaciones fósiles.

Los hallazgos de vegetales fósiles dan cuenta de una exuberante flora, de la que se encontraron fósiles de coníferas, gingkos, palmeras y cicas, entre otros.

En el año 1925 se encontró el antarctosaurus wichmannianus, un saurópodo cuyos restos se encontraron en sedimentos del cretácico superior.

En diferentes sitios de la región se hallaron fósiles de giganotosaurus, una variedad de neuquensaurus; varios tipos de saurópodos titanosaurios como el pellegrinisaurus, el andesaurus y el rocasaurus, el carnívoro abelisaurus, el diplodocoide rebbachisaurus y varios dinosaurios pico de pato como kritosaurus, entre otros.

A estos hallazgos se suman las huellas o improntas de especies extintas, que fueron identificadas en diversas ubicaciones.

## Flora y fauna
La flora y fauna del área no son el objetivo de conservación y no se distinguen de las halladas en otras amplias regiones similares desde el punto de vista ambiental.
Según la clasificación fitogeográfica de Cabrera la zona está ubicada en la provincia fitogeográfica del monte, distrito de llanura y mesetas y en algunas zonas de mayor altitud  como la meseta de Rentería, aparece la transición a la provincia fitogeográfica patagónica. 

La cobertura vegetal es escasa y rala, adaptada a las características del clima árido, los vientos intensos y permanente y el suelo arenoso, prácticamente sin presencia de especies de gran porte. Está caracterizada por gramíneas que crecen en matas achaparradas y reciben el nombre genérico de coirones. En la zona cercana al río Negro se encuentran ejemplares de colapiche (Nassauvia glomerulosa), quilembai (Chuquiraga avellanedae)  y coirón amargo (Stipa humilis).

La fauna incluye las especies típicamente representativas de la meseta patagónica, entre ellas el guanaco (Lama guanicoe), la mara (Dolichotis patagonum), la comadrejita patagónica (Lestodelphys halli), el moloso gris de orejas anchas (Tadarida brasiliensis), el zorrino patagónico (Conepatus humboldtii), el gato del pajonal (Leopardus colocolo), el gato montés común (Oncifelis geoffroyi), el zorro colorado o zorro patagónico (Dusicyon gymnocercus), el zorro gris (Dusicyon gymnocercus), el hurón menor (Galictis cuja), el huroncito patagónico (Lyncodon patagonicus) y el chichillón o pilquín (Lagidium viscacia).
En los cañadones y otros sitios relativamente protegidos se han registrado avistamientos de ejemplares de cóndor andino (Vultur gryphus), águila mora (Geranoaetus melanoleucus), fiofío silbón (Elaenia albiceps) y caminera colorada (Geositta rufipennis), entre otras aves.

## Puntos de interés
Desde el año 1999 se diseñaron en el área protegida algunos circuitos y se establecieron puntos de interés para el visitante.

- Anfiteatro: se trata de una gran formación donde se puede apreciar con claridad las geoformas producto de la erosión. Se trata de un barranco o cañadón de grandes dimensiones cuya parte superior presenta un desarrollo curvo, con cierta similitud a un teatro al aire libre.[8]
- Cañadón de Las Águilas: forma parte de las formaciones del Anfiteatro. Se trata de un sendero que avanza un poco más de 2 km en la parte inferior de un pequeño cauce de agua, habitualmente seco. Inicialmente, esta pequeña quebrada tiene un ancho de unos 2 m, que va disminuyendo a medida que avanza el recorrido. El atractivo consiste en la posibilidad de observación cercana de estratos geológicos, geoformas y capas sedimentarias de diversos colores.[7]
- Troncos Fósiles: luego de un recorrido de unos pocos cientos de metros se accede a un espacio donde han quedado al descubierto troncos petrificados, presumiblemente de coníferas, que se supone formaban parte de un bosque de ejemplares de gran porte.[3]
- Los Gigantes y Acantilados:  los Gigantes son altas geoformas de hasta 70 m de altura que emergen de las aguas, conformando un paisaje de particulares características. Los acantilados forman parte de la costa del lago artificial Ezequiel Ramos Mexía y en algunos sitios conforman terrazas naturales que son utilizadas como puntos panorámicos.[8]
- La Buitrera: se trata de un conjunto de cañadones que forman una red de escurrimiento y drenaje de pequeños cursos de agua, generalmente secos. El sitio es uno de los más destacados como yacimiento de fósiles.[3]

## Amenazas
Las principales amenazas que operan sobre el área están directamente relacionadas con la dificultad o aun imposibilidad de llevar a cabo acciones eficientes de supervisión, teniendo en cuenta la extensión del área y el hecho de que un número creciente de visitantes se acerca a la zona de manera espontánea. Otros riesgos de conservación derivan del sobrepastoreo, que ejerce un impacto a veces irreversible sobre la flora, y de la falta de control sobre actividades clandestinas como puede ser la explotación de canteras, la extracción de leña o el depósito de residuos.